# زیمنس پی‌ال‌ام
زیمنس پی‌ال‌ام (انگلیسی: Siemens PLM) شرکت نرم‌افزار آمریکایی است، که در سال ۱۹۶۳ تأسیس شد.